# Cathedra serrata
Genre
Cathedra serrata est une espèce d'insectes hémiptères de la famille des Fulgoridae et de la sous-famille des Fulgorinae.

## Dénomination
- L'espèce a été décrite par Fabricius en 1781[2].

La famille des fulgoridés est notamment caractérisée par des élytres dont les motifs et les couleurs camouflent l’animal sur une écorce ou des feuilles, et des ailes dont les motifs (en particulier deux ocelles jaune vif à bruns, selon les spécimens) peuvent surprendre des prédateurs. 
En France Cathedra serrata ne peut être trouvé qu’en Guyane.
Cette espèce est répertoriée dans le Catalogue of Life.

## Taxonomie
Il existe 3 synonymes pour cette espèce :
- Phrictus serratus Walker, 1851[5],[6]
- Fulgora serrata Fabricius, 1781[7],[2]
- Fulgora serrata Lindenberg, 1779[8]